# Braunschweiger Turn- und Sportverein Eintracht von 1895 1995-1996
Questa voce raccoglie le informazioni riguardanti il Braunschweiger Turn- und Sportverein Eintracht von 1895 nelle competizioni ufficiali della stagione 1995-1996.

## Stagione
Nella stagione 1995-1996 l'Eintracht Braunschweig, allenato da Benno Möhlmann, concluse il campionato di Regionalliga Nord al 2º posto.

## Rosa
| N. |                     | Ruolo | Calciatore       |
| -- | ------------------- | ----- | ---------------- |
|    | Germania (bandiera) | P     | Mathias Hain     |
|    | Germania (bandiera) | D     | Maik Kappel      |
|    | Turchia (bandiera)  | D     | Özkan Koctürk    |
|    | Germania (bandiera) | D     | Willi Kronhardt  |
|    | Germania (bandiera) | D     | Thomas Pfannkuch |

| N. |                     | Ruolo | Calciatore      |
| -- | ------------------- | ----- | --------------- |
|    | Germania (bandiera) | C     | Thorsten Kohn   |
|    | Germania (bandiera) | C     | Roland Weisheit |
|    | Serbia (bandiera)   | A     | Milos Kolakovic |
|    | Ucraina (bandiera)  | A     | Viktor Pasul'ko |
|    | Germania (bandiera) | A     | Daniel Simon    |

## Organigramma societario
Area tecnica
- Allenatore: Benno Möhlmann
- Allenatore in seconda:
- Preparatore dei portieri:
- Preparatori atletici:
- Analisi video:

## Calciomercato

### Sessione estiva
| Acquisti | Acquisti | Acquisti | Acquisti |
| R.       | Nome     | da       | Modalità |
| -------- | -------- | -------- | -------- |

| Cessioni | Cessioni           | Cessioni           | Cessioni |
| R.       | Nome               | a                  | Modalità |
| -------- | ------------------ | ------------------ | -------- |
| A        | Ihor Bjelanov      | Černomorets Odessa |          |
| D        | Aleksandre Geladze | Mret'ebi Tbilisi   |          |
| P        | Davit Janelidze    | Mret'ebi Tbilisi   |          |
| D        | Maciej Janiak      | Oldenburg          |          |
| P        | Burkhard Kick      | SSV Vorsfelde      |          |

## Risultati

### Regionalliga

#### Girone di andata
| 6 agosto 1995, ore 15:00 CEST 1ª giornata | Lüneburger | 2 – 0 | Eintracht Braunschweig |  |

| 9 agosto 1995, ore 18:00 CEST 2ª giornata | Eintracht Braunschweig | 3 – 1 | Osnabrück |  |

| 13 agosto 1995, ore 15:00 CEST 3ª giornata | Wilhelmshaven | 2 – 1 | Eintracht Braunschweig |  |

| 19 agosto 1995, ore 18:00 CEST 4ª giornata | Eintracht Braunschweig | 1 – 0 | Atlas Delmenhorst |  |

| 22 agosto 1995, ore 15:00 CEST 5ª giornata | Eintracht Braunschweig | 2 – 2 | 93 Amburgo |  |

| 3 settembre 1995, ore 15:00 CEST 6ª giornata | St. Pauli II | 0 – 0 | Eintracht Braunschweig |  |

| 9 settembre 1995, ore 15:00 CEST 7ª giornata | Eintracht Braunschweig | 6 – 1 | Norderstedt |  |

| 17 settembre 1995, ore 15:00 CEST 8ª giornata | Cloppenburg | 2 – 1 | Eintracht Braunschweig |  |

| 23 settembre 1995, ore 15:00 CEST 9ª giornata | Eintracht Braunschweig | 0 – 2 | Holstein Kiel |  |

| 7 ottobre 1995, ore 15:00 CET 10ª giornata | Werder Brema II | 0 – 0 | Eintracht Braunschweig |  |

| 14 ottobre 1995, ore 15:00 CET 11ª giornata | Eintracht Braunschweig | 2 – 0 | Oldenburg |  |

| 21 ottobre 1995, ore 15:00 CET 12ª giornata | Kickers Emden | 2 – 1 | Eintracht Braunschweig |  |

| 28 ottobre 1995, ore 15:00 CET 13ª giornata | Eintracht Braunschweig | 1 – 2 | TuS Celle |  |

| 5 novembre 1995, ore 15:00 CET 14ª giornata | Lurup | 0 – 1 | Eintracht Braunschweig |  |

| 11 novembre 1995, ore 15:00 CET 15ª giornata | Eintracht Braunschweig | 1 – 0 | Amburgo II |  |

| 17 novembre 1995, ore 18:00 CET 16ª giornata | Concordia Amburgo | 1 – 1 | Eintracht Braunschweig |  |

| 2 dicembre 1995, ore 15:00 CET 17ª giornata | Eintracht Braunschweig | 1 – 0 | Herzlake |  |

#### Girone di ritorno
| 10 dicembre 1995, ore 15:00 CET 18ª giornata | Eintracht Braunschweig | 1 – 0 | Lüneburger |  |

| 20 marzo 1996, ore 18:00 CET 19ª giornata | Osnabrück | 0 – 3 | Eintracht Braunschweig |  |

| 16 maggio 1996, ore 15:00 CEST 20ª giornata | Eintracht Braunschweig | 2 – 1 | Wilhelmshaven |  |

| 10 marzo 1996, ore 15:00 CET 21ª giornata | Atlas Delmenhorst | 1 – 3 | Eintracht Braunschweig |  |

| 4 aprile 1996, ore 18:00 CEST 22ª giornata | 93 Amburgo | 1 – 2 | Eintracht Braunschweig |  |

| 8 aprile 1996, ore 15:00 CEST 23ª giornata | Eintracht Braunschweig | 7 – 0 | St. Pauli II |  |

| 1º maggio 1996, ore 15:00 CEST 24ª giornata | Norderstedt | 2 – 1 | Eintracht Braunschweig |  |

| 17 marzo 1996, ore 15:00 CET 25ª giornata | Eintracht Braunschweig | 5 – 1 | Cloppenburg |  |

| 23 maggio 1996, ore 18:00 CEST 26ª giornata | Holstein Kiel | 1 – 3 | Eintracht Braunschweig |  |

| 29 marzo 1996, ore 18:00 CET 27ª giornata | Eintracht Braunschweig | 1 – 1 | Werder Brema II |  |

| 14 aprile 1996, ore 15:00 CEST 28ª giornata | Oldenburg | 2 – 1 | Eintracht Braunschweig |  |

| 19 aprile 1996, ore 18:00 CEST 29ª giornata | Eintracht Braunschweig | 2 – 1 | Kickers Emden |  |

| 27 aprile 1996, ore 15:00 CEST 30ª giornata | TuS Celle | 2 – 2 | Eintracht Braunschweig |  |

| 4 maggio 1996, ore 15:00 CEST 31ª giornata | Eintracht Braunschweig | 2 – 1 | Lurup |  |

| 12 maggio 1996, ore 15:00 CEST 32ª giornata | Amburgo II | 1 – 0 | Eintracht Braunschweig |  |

| 19 maggio 1996, ore 15:00 CEST 33ª giornata | Eintracht Braunschweig | 5 – 0 | Concordia Amburgo |  |

| 23 maggio 1996, ore 19:30 CEST 34ª giornata | Herzlake | 3 – 1 | Eintracht Braunschweig |  |

## Statistiche

### Statistiche di squadra
| Competizione      | Punti | In casa | In casa | In casa | In casa | In casa | In casa | In trasferta | In trasferta | In trasferta | In trasferta | In trasferta | In trasferta | Totale | Totale | Totale | Totale | Totale | Totale | DR  |
| Competizione      | Punti | G       | V       | N       | P       | Gf      | Gs      | G            | V            | N            | P            | Gf           | Gs           | G      | V      | N      | P      | Gf     | Gs     | DR  |
| ----------------- | ----- | ------- | ------- | ------- | ------- | ------- | ------- | ------------ | ------------ | ------------ | ------------ | ------------ | ------------ | ------ | ------ | ------ | ------ | ------ | ------ | --- |
| Regionalliga Nord | 60    | 17      | 13      | 2       | 2       | 42      | 13      | 17           | 5            | 4            | 8            | 21           | 22           | 34     | 18     | 6      | 10     | 63     | 35     | +28 |
| Totale            | 60    | 17      | 13      | 2       | 2       | 42      | 13      | 17           | 5            | 4            | 8            | 21           | 22           | 34     | 18     | 6      | 10     | 63     | 35     | +28 |

### Andamento in campionato
| Giornata  | 1  | 2 | 3  | 4 | 5 | 6 | 7 | 8 | 9  | 10 | 11 | 12 | 13 | 14 | 15 | 16 | 17 | 18 | 19 | 20 | 21 | 22 | 23 | 24 | 25 | 26 | 27 | 28 | 29 | 30 | 31 | 32 | 33 | 34 |
| --------- | -- | - | -- | - | - | - | - | - | -- | -- | -- | -- | -- | -- | -- | -- | -- | -- | -- | -- | -- | -- | -- | -- | -- | -- | -- | -- | -- | -- | -- | -- | -- | -- |
| Luogo     | T  | C | T  | C | C | T | C | T | C  | T  | C  | T  | C  | T  | C  | T  | C  | C  | T  | C  | T  | T  | C  | T  | C  | T  | C  | T  | C  | T  | C  | T  | C  | T  |
| Risultato | P  | V | P  | V | N | N | V | P | P  | N  | V  | P  | P  | V  | V  | N  | V  | V  | V  | V  | V  | V  | V  | P  | V  | V  | N  | P  | V  | N  | V  | P  | V  | P  |
| Posizione | 16 | 9 | 12 | 9 | 9 | 8 | 6 | 7 | 12 | 10 | 8  | 13 | 13 | 12 | 10 | 8  | 6  | 5  | 4  | 4  | 4  | 4  | 2  | 4  | 2  | 2  | 3  | 3  | 3  | 3  | 2  | 3  | 2  | 2  |

Legenda:

Luogo: C = Casa; T = Trasferta. Risultato: V = Vittoria; N = Pareggio; P = Sconfitta.